# الحزب الاشتراكي اليساري (النرويج)
الحزب الاشتراكي اليساري (بالنرويجية: Sosialistisk Venstreparti واختصاراً SV) هو حزب اشتراكي ديمقراطي في النرويج. لدى الحزب - اعتبارا من عام 2016 - حوالي تسعة آلاف عضو، وزعيمته الحالية شيشتي بيرغستو، التي انتُخبت في مارس 2023.
بعد أن كان واحداً من أصغر الأحزاب في البرلمان أصبح رابع أكبر حزب سياسي في النرويج لأول مرة في الانتخابات البرلمانية لعام 2001، وظل كذلك حتى عام 2013. وفي عام 2005 أصبح الحزب إحدى الأحزاب الحاكمة للمرة الأولى بمشاركة في حكومة الائتلاف الأحمر والأخضر - مع حزبي العمال والوسط - في حكومة ينس ستولتنبرغ الثانية، والتي أعيد انتخابها عام 2009. بعد الانتخابات البرلمانية لعام 2013 تراجع الحزب إلى المركز السابع، وأصبح جزءا من المعارضة. ثم صعد مجددا إلى المركز الخامس بعد انتخابات 2017 وكذلك في انتخابات 2021.
تأسس الحزب عام 1973 كجزء من ائتلاف انتخابي مع الحزب الشيوعي وحزب الشعب الاشتراكي والاشتراكيين الديمقراطيين والاشتراكيين المستقلين. وفي عام 1975 تحول الائتلاف إلى حزب سياسي موحَّد. وقد تأسس الحزب بشكل أساسي نتيجة للسياسات الخارجية السائدة في ذلك الوقت، من معارضة الاشتراكيين لعضوية النرويج في الاتحاد الأوروبي (المعروف آنذاك باسم المنطقة الاقتصادية الأوروبية) وحلف الناتو. وحاليا تدور الإيديولوجية الرسمية للحزب حول الاشتراكية الديمقراطية، كما يعتبر الحزب نفسه بشكل متزايد مؤيدا للحركات النسوية والبيئية، ويدعو إلى تعزيز القطاع العام وزيادة مشاركة الحكومة في الاقتصاد وتعزيز شبكة الرعاية الاجتماعية.

## الإيديولوجيا

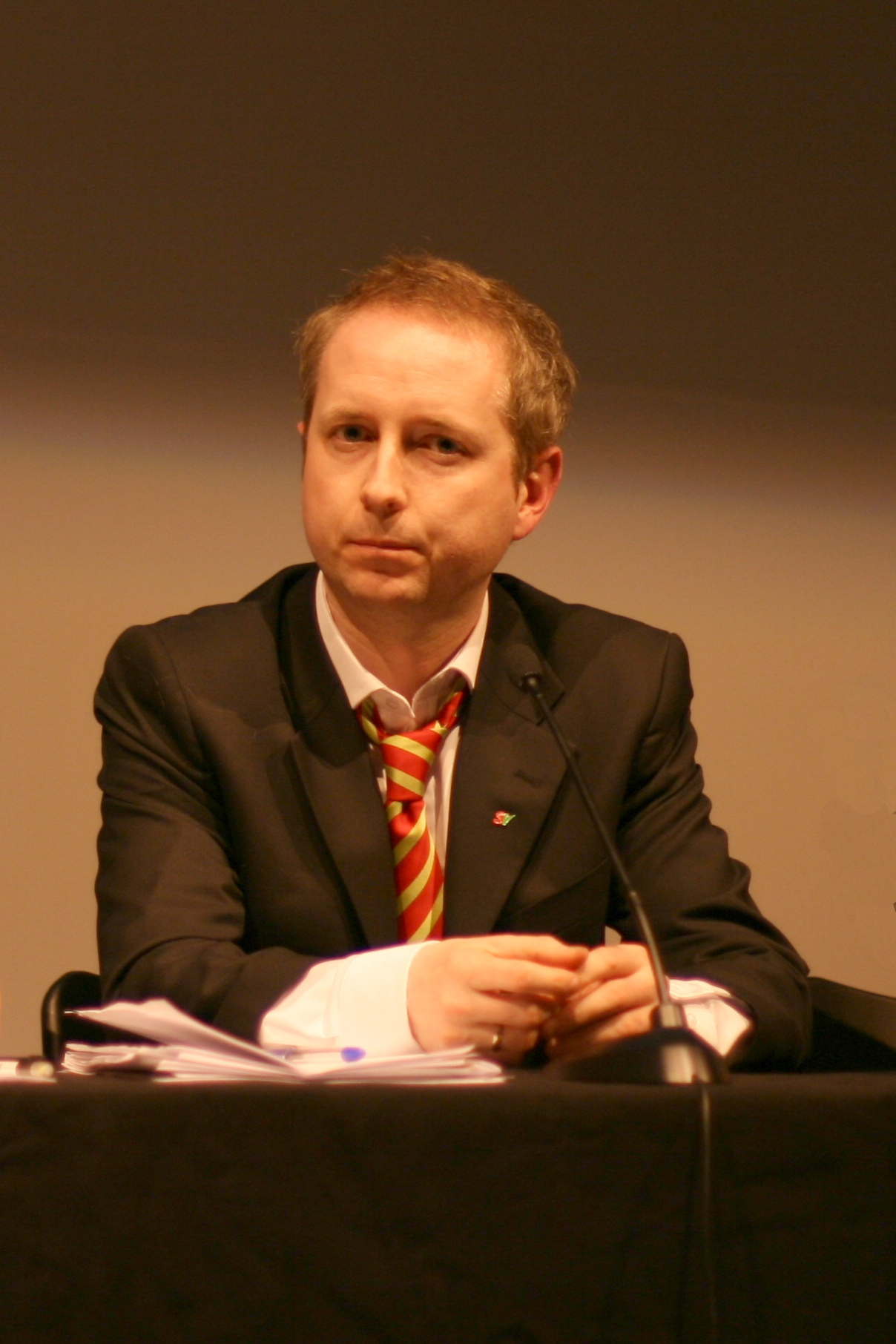
بارد فيجار خلال حلقة النقاش فيما يتعلق بالعرض الأول.

الحزب الاشتراكي اليساري هو حزب ديمقراطي من تيار اليسار، يقوم بالأساس على المبادئ الاشتراكية التي تدعم نظام الرعاية الاجتماعية وفرض ضرائب أعلى على الأغنياء.
خلال انتخابات عام 2005 وعد الحزب بزيادة ميزانية المدارس العامة، حيث يرى أن المزيد من التمويل سوف يؤدي إلى عدد أقل من التلاميذ مقابل كل مُعلِّم، وبالتالي عملية تعليمية تتسم بعلاقة فردية مميَّزة بين الطالب والمعلم. يؤمن الحزب بأحقية الجميع في رياض الأطفال المجانية، كما يريد تقليص عدد المدارس الخاصة.
وخلال حملة الانتخابات البرلمانية عام 2009 هاجم الحزب بقوة التنقيب عن النفط في جزر لوفوتن وفسترولن.
وقد وصف الحزب نفسه كحزب نسوي، ففي أحد كتيباته التي نُشرت في عام 2005 ورد ما يلي: «اليسار الاشتراكي حزب نسوي، ونحن نكافح من أجل مجتمع تتساوى فيه الفُرص بين النساء والرجال، وهذا يعني أن المرأة يجب أن يتساوى دخلها بدَخل الرجل، وأنه يجب أن يكون هناك عدد أكبر من النساء في المناصب العليا، وأن توفِّر مخططات الرعاية الاجتماعية للدولة المساواة في مكان العمل».

### الهجرة
في عام 1992 اتهم كارل هاغن - زعيم حزب التقدم اليميني الشعبوي - الحزب الاشتراكي اليساري بدعم الهجرة المفتوحة إلى النرويج، بعد اقتراح برلماني للأخير أن يكون لدى المهاجرين من الدول غير الأوروبية نفس فرص الهجرة كالمهاجرين من الدول الأعضاء في المنطقة الاقتصادية الأوروبية، وبعدها أظهر استطلاع للرأي أن 82.9٪ من أعضاء الحزب الاشتراكي اليساري منفتحون على المزيد من الهجرة، مما جعل الحزب أكثر الأحزاب إيجابية تجاه الهجرة في البرلمان. في تقييم لاحق في أواخر 2009 صُنِّف اليسار الاشتراكي مرة أخرى كأقل الأحزاب عدائية للمهاجرين، ولم يسبقه هذه المرة سوى حزب الحمر الذي أُنشئ حديثا.
يعتقد الحزب أن المزيد من الهجرة يؤدي إلى تطوِّر النرويج إلى مجتمع متعدد الثقافات، ويؤمن أيضا أن السبيل الوحيد لخلق المساواة الاجتماعية في النرويج هو خلق المساواة العرقية.

### السياسة الخارجية
يدعم الحزب حق العودة الفلسطيني، ويعتقد أن القدس الشرقية يجب أن تكون عاصمة الدولة الفلسطينية القادمة، كما يؤكِّد على عدم شرعية المستوطنات والجدار العازل وضرورة إزالتهما. ويرى أيضاً أن إسرائيل لم تُحاسَب على انتهاكاتها للقانون الدولي، ويؤيد استخدام مقاطعة إسرائيل كوسيلة سياسية للضغط.
بعد أحداث السابع من أكتوبر 2023 أدان الحزب الأعمال العسكرية الإسرائيلية في قطاع غزة واعتبرها «كابوساً إنسانياً» ودعا إلى وقف فوري لإطلاق النار عبر مبادرات دولية، مع دعم تحقيق مستقل في جرائم الحرب التي تُرتكب بحق المدنيين. وفي يناير 2025 صرّحت زعيمة الحزب شيشتي بيرغستو أن الوضع في غزة يشكّل «أساساً لوصف ما يجري بأنه إبادة جماعية» بعد توثيق انتهاكات واسعة النطاق.
انتقد الحزب رد فعل الحكومة النرويجية واعتبره غير كافٍ، ودعا إلى أن تكون النرويج أكثر وضوحاً في الدفاع عن القانون الدولي كما فعلت في قضايا أخرى مثل الغزو الروسي لأوكرانيا. كما طالب بسحب صندوق النفط النرويجي (Oljefondet) لاستثماراته في الشركات الإسرائيلية التي تُسهم في الاحتلال أو العمليات العسكرية، وقدّم عدة مقترحات برلمانية لتحقيق ذلك لكنها لم تنل الأغلبية حتى منتصف 2025. وانتقد الحزب أيضاً وزير المالية ينس ستولتنبرغ بعد الكشف عن استثمارات في شركات زوّدت الجيش الإسرائيلي بمعدات عسكرية، وطالب بالتحقيق في علم الحكومة بذلك، مما أدى أخيراً إلى سحب صندوق النفط لاستثماراته في 11 شركة إسرائيلية متورطة في انتهاكات حقوق الإنسان.
عارَض الحزب العمل العسكري في معظم قضايا السياسة الخارجية، مثل حرب العراق وحرب أفغانستان، والأعمال العسكرية للناتو في كوسوفو بالرغم من بعض التذبذب في الآراء فترة تواجده في حكومة العمال.

## مشاهير من الحزب
- بيرج فور
- ريدون أندرسون